# مدينة سام
مدينة سام مدينة سام ابن نوح (صنعاء حالياً) هي أول مدينة بنيت بعد طوفان نوح وسميت بهذا الاسم نسبة لسام بن نوح الذي استوطنها، والتي وردت في كتاب التوراة كما أنها تعرف باسم (أزال) نسبة إلى (أزال بن يقطن) حفيد سام بن نوح، وبقي اسم أزال معروفًا، وقد ذكر كذلك في التوراة، أما أكثر الأسماء شيوعًا هو (صنعاء)، ويعني المدينة الحصينة، ويقال: إنه يرجع لجودة الصناعة ذاتها التي اشتهرت بها أسواقها ومحلاتها، كقولهم (حسناء)، وقد ورد اسم صنعاء في عدد من النقوش اليمنية القديمة، وأقدم تلك النقوش يعود إلى القرن الأول الميلادي، كما ورد في النقوش أيضاً ذكر قصرها التاريخي المشهور (قصر غمدان).